# Spicy Horse
Spicy Horse (кит.: 麻辣馬, піньінь Ma La Ma) — компанія розробник відеоігор, заснована Амерікеном МакГі в 2007 році.

## Історія
Компанія була заснована в 2007 році геймдизайнером Амерікеном МакГі, і була найбільшою західною компанією-розробником у Китаї.
У компанії, яка розміщена в районі Чжабей, працюють більш ніж 70 осіб.

## Продукція
Їх перша гра, American McGee's Grimm, була випущена на GameTap у липні 2008 році у вигляді епізодів, і вони випускалися до березня 2009 року. Гра використовувала рушій Unreal Engine 3 компанії Epic Games.
Spicy Horse розробила продовження American McGee's Alice для Electronic Arts під назвою Alice: Madness Returns . Це була перша мультиплатформова гра, яка була повністю розроблена і створена в Китаї . Крім того, вони створили малу компанію, Spicy Pony , яка займається створенням цифрових мобільних медіаігор для iPhone. Їх перша гра, DexIQ, була випущена на початку грудня 2009 році. Їх другий проект - адаптація Червоної Шапочки для IPad під назвою Akaneiro.

## Ігри
- American McGee's Grimm (2008)

### У розробці
- Bai Jiu Racer[5]